# Central de Autobuses de Pátzcuaro

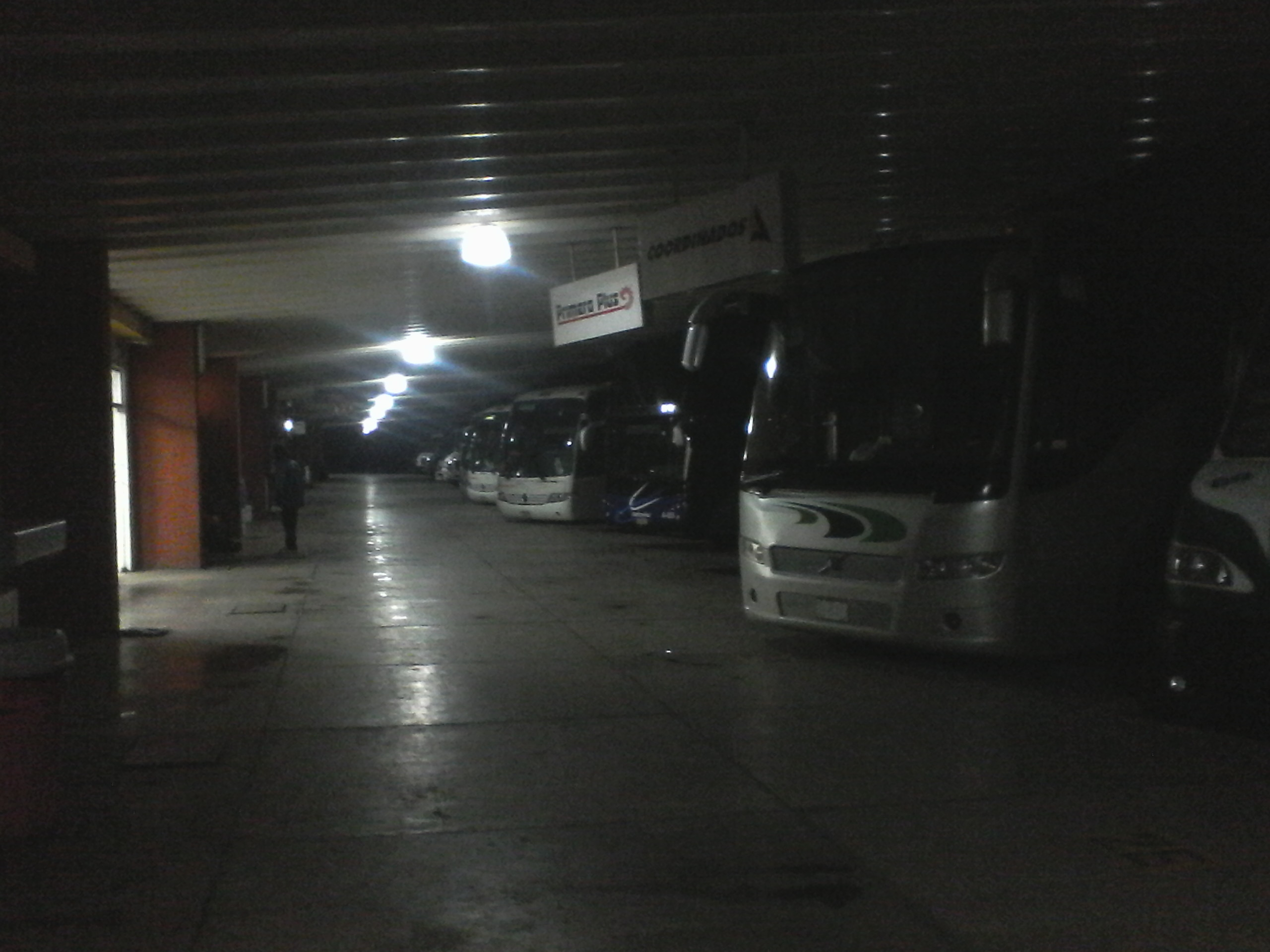
vista nocturna de la central de Autobuses de Pátzcuaro

La Terminal de Autobuses de Pátzcuaro es la principal Terminal de autobuses de la ciudad de Pátzcuaro y da servicio foráneo, a la terminal llegan desde pequeños autobuses de Flecha Verde, Ruta Paraíso y Erandi hasta autobuses de doble piso de Autovías, tiene 37 andenes y es una de las principales conexiones entre Morelia y Uruapan.

## Destinos

### Servicio de primera clase
Estos autobuses solo hacen escalas en los destinos establecidos y suelen ser muy estrictos con su itinerario.
| Líneas de Autobuses          | Destinos |
| ---------------------------- | --- |
| Primera Plus                 | Guadalajara, México Norte, Morelia, Ario de Rosales, Puruarán, Quiroga, Tacámbaro, Uruapan y Zacapu.                       |
| Autovías / La Línea          | Ario de Rosales, El Dorado, México Norte, México Poniente, Morelia, Puruarán, La Huacana, Tacámbaro, Tepotzotlán y Toluca. |
| Omnibus de México            | Chihuahua, Ciudad Juárez, Gómez Palacio, Saltillo, Monterrey, Nuevo Laredo, Matamoros, Reynosa y Zacatecas.                |
| Omnibus Mexicanos/El Paisano | Houston, Texas; Estados Unidos.                                                                                            |

### Servicio ordinario
Este tipo de autobuses puede hacer paradas para recoger y dejar pasaje a lo largo de su ruta.
| Líneas de Autobuses                                 | Destinos |
| --------------------------------------------------- | --- |
| Flecha Amarilla / Servicios Coordinados / Costa Mar | Ario de Rosales, Morelia y Moroleón. |
| Autobuses de Occidente                              | Ario de Rosales, Ixtaro, Morelia, Santa Clara del Cobre, Tacámbaro y Zirahuén. |
| Ruta Paraíso / Purépechas                           | Apatzingán, Ario de Rosales, Carácuaro, Cherán, Coalcomán, Huetamo, La Huacana, Morelia, Nahuatzen, Nocupétaro, Pichátaro, Quiroga, Santa Clara del Cobre, Sevina, Tacámbaro, Tzintzuntzan y Uruapan. |
| Autobuses Erandi                                    | Cherán, Erongarícuaro, Pichátaro, Sevina y Uruapan. |
| Autobuses Línea Verde                               | Cuangatzio, Las Latas, Paso del Muerto, Santa Clara del Cobre, Turirán y Zirahuén. |